# الجنسانية بعد إصابة النخاع الشوكي

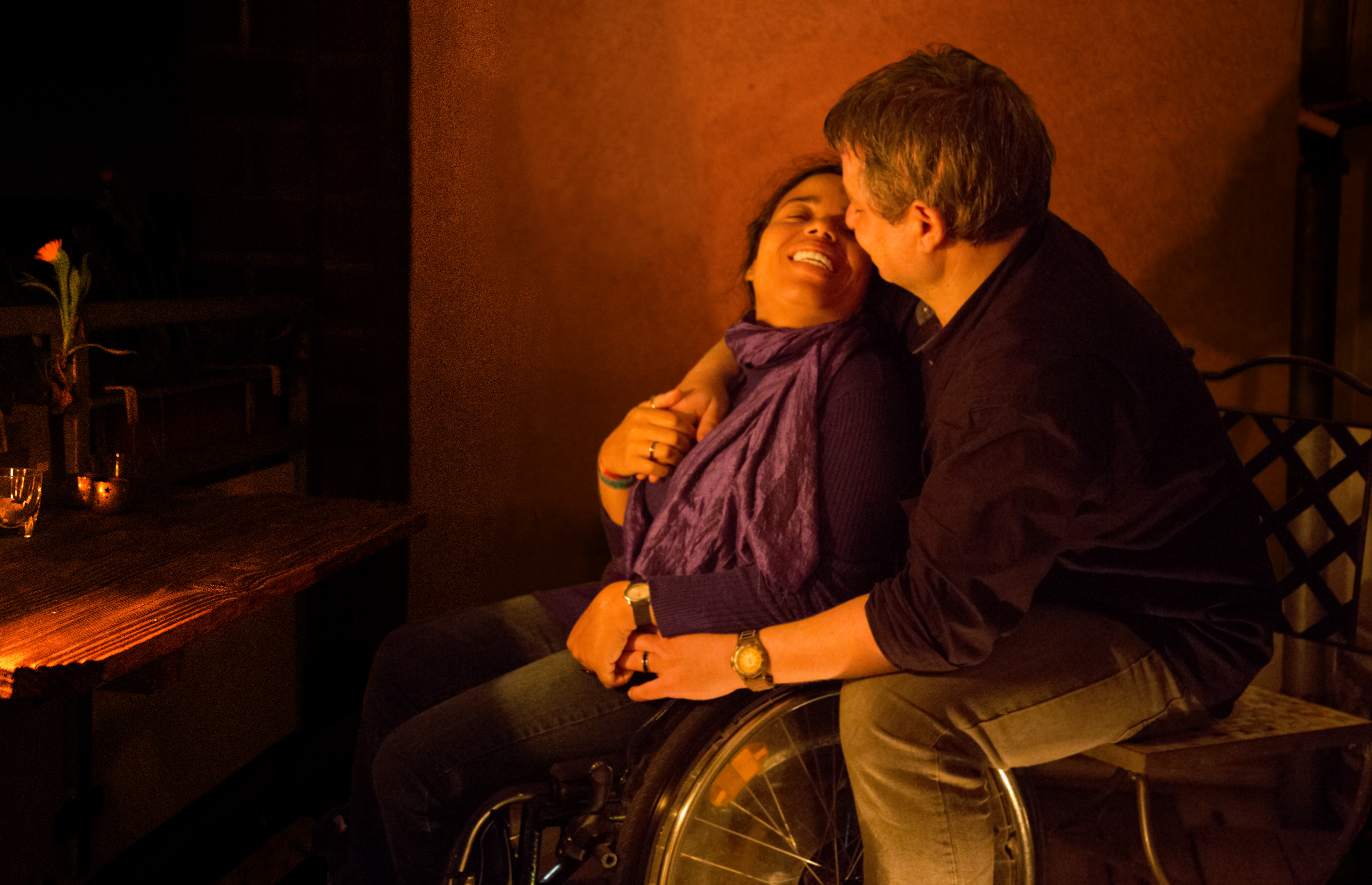
يتمتع عديد من مصابي النخاع الشوكي بعلاقات ناجحة وحياة جنسية مرضية.

غالبًا ما تسبب إصابة النخاع الشوكي درجة من العجز الجنسي، وعلى الرغم من ذلك، يستطيع العديد من الأفراد الذين يعانون من إصابات النخاع الشوكي الحصول على حياة جنسية مرضية. تؤثر القيود الجسدية الناجمة عن إصابات النخاع الشوكي في الوظيفة الجنسية والجنسانية على نطاقات واسعة، ما يفرض بدوره تأثيرات هامة على نوعية الحياة. يؤدي التلف الناشئ في النخاع الشوكي إلى تعطيل قدرته على نقل الرسائل بين الدماغ وبقية أجزاء الجسم تحت مستوى الآفة، مما يؤدي إلى تراجع الإحساس والحركة العضلية أو فقدانهما، ويؤثر أيضًا على هزة الجماع، وانتصاب القضيب، والقذف وترطيب المهبل. تشمل أسباب العجز الجنسي غير المباشرة الأخرى كلًا من الألم، والضعف والآثار الجانبية لبعض الأدوية. تشمل الأسباب النفسية الاجتماعية الاكتئاب والتغير في صورة الذات. يمتلك العديد من الأفراد الذين يعانون من إصابات النخاع الشوكي حياة جنسية مرضية، ويختبر العديد منهم الإثارة الجنسية والنشوة الجنسية. قد يميل الأفراد الذين يعانون من إصابات النخاع الشوكي إلى توظيف العديد من التكيفات لمساعدتهم على الاستمرار في حياة جنسية صحية، من خلال التركيز على مناطق مختلفة من الجسم وأنواع مختلفة من السلوكيات الجنسية. من المحتمل أن اللدونة العصبية مسؤولة عن زيادة الحساسية في أجزاء الجسم التي احتفظت بقدرتها على الإحساس بعد الإصابة، ما من شأنه مساعدة الأفراد على إيجاد مناطق حساسة للإثارة جديدة من الجلد ضمن مناطق الشهوة الجنسية أو بالقرب من الحدود بين مناطق الإحساس المحتفظ به ومناطق الإحساس المفقود.
تُستخدم الأدوية، والأجهزة، والجراحة وغيرها من التداخلات المختلفة من أجل مساعدة الرجال على تحقيق الانتصاب والقذف، وعلى الرغم من انخفاض الخصوبة لدى الرجال الذين يعانون من إصابات النخاع الشوكي، ينجح كثير منهم في إنجاب الأطفال، ويكون ذلك على وجه التحديد بمساعدة التدخل الدوائي. لا تتأثر الخصوبة في العادة لدى النساء، لكن من الضروري اتخاذ الاحتياطات اللازمة من أجل ضمان حمل وولادة آمنين. يجب على الأفراد الذين يعانون من إصابات النخاع الشوكي اتباع بعض التدابير خلال النشاط الجنسي من أجل التعامل مع بعض آثار إصابات النخاع الشوكي، مثل الضعف وقيود الحركة، بالإضافة إلى تجنب الإصابات مثل تلف الجلد في مناطق الإحساس المنخفض. يُعتبر التثقيف والإرشاد حول الجنسانية جزءًا هامًا من إعادة التأهيل بعد إصابة النخاع الشوكي لكنه يُهمل أو لا يُوفى حقه في كثير من الأحيان. تهدف إعادة تأهيل الأطفال والمراهقين إلى تعزيز التطور الصحي للجنسانية وتضم تثقيفهم مع عائلاتهم. تؤثر التحيزات والصور النمطية الموروثة ثقافيًا بشكل سلبي على الأفراد الذين يعانون من إصابات النخاع الشوكي، وخاصة عندما يحملها مقدمو الرعاية المحترفون. تؤثر صورة الجسد وغيرها من حالات عدم الأمان على الوظيفة الجنسية وتمتلك تداعيات عميقة على تقدير الذات ومفهوم الذات. تفرض إصابة النخاع الشوكي صعوبات في العلاقات الرومانسية، نظرًا إلى مشاكل الوظيفة الجنسية وغيرها من الضغوطات الناجمة عن الإصابة والإعاقة، لكن يحظى العديد ممن يعانون من إصابات النخاع الشوكي بعلاقات وزيجات مرضية. تُعد العلاقات، وتقدير الذات والقدرة الإنجابية جميعها جوانبًا من الجنسانية، التي لا تقتصر على الممارسات الجنسية بل تشمل أيضًا مجموعة معقدة من العوامل: التأثيرات الثقافية، والاجتماعية، والنفسية والعاطفية.

## الوظيفة الجنسية
تؤدي إصابة النخاع الشوكي عادة إلى العجز الجنسي، إذ يعود ذلك إلى مشاكل الإحساس واستجابات الإثارة الجنسية للجسم. يُعتبر كل من القدرة على اختبار المتعة الجنسية والوصول إلى النشوة الجنسية من بين الأولويات القصوى لإعادة التأهيل الجنسي بين الأفراد المصابين.
ركزت أبحاث كثيرة على الانتصاب. بحلول عامين بعد الإصابة، يستطيع 80% من الرجال استرجاع درجة جزئية على الأقل من وظيفة الانتصاب، على الرغم من اختبار كثير منهم لمشاكل في الموثوقية والمدة الزمنية في حال عدم الاستعانة بتداخلات معززة أخرى. أظهرت الدراسات أن نصف الرجال أو ما يصل إلى 65% منهم قادرون على اختبار النشوة الجنسية، لكن قد يشعرون بوجود اختلاف عن اختبارها قبل الإصابة. يشعر غالبية الرجال بأنها أضعف، بالإضافة إلى استلزامها وقتًا أطول وتحفيزًا أكبر.
تشمل المشاكل الشائعة التي تختبرها النساء بعد إصابات النخاع الشوكي كلًا من الألم أثناء الجماع وصعوبة الوصول إلى النشوة الجنسية. تستطيع نصف النساء اللاتي يعانين من إصابات النخاع الشوكي تقريبًا الوصول إلى النشوة الجنسية، من خلال تحفيز أعضائهن الجنسية عادة. أبلغت بعض النساء عن بقاء إحساسهن بالنشوة الجنسية كما كان في السابق قبل الإصابة، بينما أبلغت نساء أخريات عن انخفاض الإحساس.

### الإصابة الكاملة وغير الكاملة
تمثل شدة الإصابة أحد الجوانب الهامة عند تحديد درجة استعادة الوظيفة الجنسية الممكنة مع بدء الفرد في التعافي. وفقًا لمقياس التصنيف الخاص بالجمعية الأمريكية لإصابات النخاع الشوكي، تُعتبر إصابة النخاع الشوكي غير كاملة عند احتفاظ المستقيم بدرجة من الإحساس أو الوظيفة الحركية. يشير هذا إلى استمرار الدماغ في تلقي بعض الرسائل وإرسالها إلى الأجزاء السفلية من النخاع الشوكي، تحت مستوى المنطقة التالفة. تبقى السبل النخاعية المسؤولة عن الاستجابات الجنسية، بعض منها أو جميعها، سليمة لدى الأفراد الذين يعانون من إصابة غير كاملة في النخاع الشوكي، ما يسمح لهم باختبار النشوة الجنسية على سبيل المثال بشكل مماثل للأفراد غير المصابين. ترفع الإصابة غير الكاملة لدى الرجال من احتمالات القدرة على تحقيق الانتصاب والنشوة الجنسية مقارنة بأولئك الذين يعانون من إصابة نخاعية كاملة.
يستطيع الأفراد الذين يعانون من إصابة النخاع الشوكي الكاملة، التي تشمل فقدان القدرة الكاملة للنخاع الشوكي على نقل أي رسائل بعد مستوى الآفة، بدورهم الوصول إلى النشوة الجنسية. في واحدة من أولى الدراسات التي بحثت في النشوة الجنسية وإصابة النخاع الشوكي في عام 1960، صيغ مصطلح النشوة الجنسية الوهمية لوصف تصور النساء لأحاسيس النشوة الجنسية على الرغم من إصابة النخاع الشوكي – لكن اقترحت الدراسات اللاحقة أن هذه الظاهرة أكثر من مجرد تجربة نفسية. أبلغ الرجال الذين يعانون من إصابة كاملة في النخاع الشوكي عن أحاسيس جنسية عند القذف، مع ترافق ذلك بعلامات جسدية مرافقة في العادة للنشوة الجنسية، مثل ارتفاع ضغط الدم. تستطيع النساء اختبار النشوة الجنسية بواسطة الاهتزاز في منطقة عنق الرحم بغض النظر عن درجة اكتمال الإصابة؛ يتطابق الإحساس لديهن مع تجربة النساء غير المصابات. قد تفسر الأعصاب المحيطية للجهاز العصبي اللاودي التي تحمل الرسائل إلى الدماغ (الألياف العصبية الواردة) السبب الكامن خلف قدرة الأفراد ذوي إصابات النخاع الشوكي الكاملة على الشعور بالأحاسيس الجنسية وأحاسيس النشوة. تتمثل إحدى التفسيرات المقترحة لحدوث النشوة الجنسية لدى النساء على الرغم من معاناتهن من إصابة نخاعية كاملة في تجاوز العصب المبهم للنخاع الشوكي لينقل المعلومات الحسية من الأعضاء الجنسية مباشرة نحو الدماغ. تستطيع النساء ذوات الإصابة النخاعية الكاملة تحقيق الإثارة الجنسية والنشوة الجنسية من خلال تحفيز مناطق البظر، أو عنق الرحم أو المهبل، التي يحظى كل منها بتعصيب مختلف بواسطة مسارات عصبية مختلفة، ما يشير إلى القدرة على الاحتفاظ بالوظيفة الجنسية في مناطق أخرى عند تأثر منطقة منها بإصابة النخاع الشوكي. لدى الأفراد المصابين والسليمين على حد سواء، يتولى الدماغ مسؤولية طريقة الوصول إلى أحاسيس الذروة الجنسية: يعمل الدماغ على تعديل التجارب النوعية المرتبطة بالذروة بدلًا من منطقة أخرى محددة من الجسم.

### مستوى الإصابة
بالإضافة إلى اكتمال الإصابة، فإن موقع التلف في الحبل الشوكي يؤثر على مقدار الوظيفة الجنسية التي يتم الاحتفاظ بها أو استعادتها بعد الإصابة. يمكن أن تحدث الإصابات في مستويات الرقبة، الظهر، أسفل الظهر، أو الحوض. بين كل زوج من الفقرات، تتفرع الأعصاب الشوكية من الحبل الشوكي وتحمل المعلومات إلى ومن أجزاء معينة من الجسم. موقع الإصابة في الحبل الشوكي يتطابق مع الجسم، والمنطقة الجلدية التي يُعصبها عصب شوكي محدد تسمى المنطقة الجلدية. جميع المناطق الجلدية تحت مستوى الإصابة في الحبل الشوكي قد تفقد الإحساس.
لا تعني الإصابة في نقطة منخفضة من العمود الفقري بالضرورة وظيفة جنسية أفضل؛ على سبيل المثال، فإن الأشخاص الذين لديهم إصابات في منطقة العجز أقل احتمالًا أن يصلوا إلى ذروة النشوة الجنسية مقارنةً بمن لديهم إصابات أعلى في العمود الفقري. النساء ذوات الإصابات أعلى من مستوى العجز لديهن احتمالية أكبر للوصول إلى النشوة الجنسية استجابةً لتحفيز البظر مقارنةً بمن لديهن إصابات في منطقة العجز (59% مقابل 17%). في الرجال، ترتبط الإصابات أعلى من مستوى العجز بوظيفة أفضل من حيث الانتصاب والقذف، وتقارير أقل وأقل شدة عن العجز الجنسي. قد يكون ذلك بسبب الانعكاسات التي لا تتطلب إدخالًا من الدماغ، والتي قد تعطلها إصابات العجز.

### الاستجابات النفسية والمنعكسة
تحدث استجابة الإثارة البدنية للجسم (إفراز المهبل وامتلاء البظر في النساء والانتصاب في الرجال) بسبب مسارين منفصلين يعملان عادة معًا هما: نفسي ومنعكس. الإثارة بسبب الأوهام، المدخلات البصرية، أو التحفيز العقلي الآخر هي تجربة جنسية نفسية، والإثارة الناتجة عن الاتصال الجسدي بمنطقة الأعضاء التناسلية هي إثارة منعكسة. في الإثارة النفسية، تنتقل الرسائل من الدماغ عبر الحبل الشوكي إلى الأعصاب في المنطقة التناسلية. المسار النفسي يتم بواسطة الحبل الشوكي على مستويات T11–L2.  لذلك، فإن الأشخاص الذين يعانون من إصابة أعلى من مستوى الفقرة T11 عادة لا يختبرون الانتصاب النفسي أو الإفراز المهبل، لكن أولئك الذين لديهم إصابة تحت T12 يمكنهم ذلك. حتى بدون هذه الاستجابات الجسدية، يشعر الأشخاص الذين يعانون من إصابات في الحبل الشوكي غالبًا بالإثارة، تمامًا كما يشعر الأشخاص غير المصابين. القدرة على الشعور بالإحساس بوخز الإبرة واللمس الخفيف في المناطق الجلدية لـ T11–L2 تتنبأ بمدى احتفاظ القدرة على الإثارة النفسية في كلا الجنسين. المدخلات من المسار النفسي هي سمبثاوية، وأغلب الوقت ترسل إشارات مثبطة تمنع الاستجابة الجسدية للإثارة؛ استجابة للتحفيز الجنسي، تزداد الإشارات المثيرة وتقل الإعاقة. إزالة الإعاقة التي توجد عادة يسمح لانعكاسات الحبل الشوكي التي تثير استجابة الإثارة أن تؤتي ثمارها.
يُنشط المسار المنعكس الجهاز العصبي السمبثاوي استجابةً لإحساس اللمس. يتم توسطه بواسطة قوس منعكس يذهب إلى الحبل الشوكي (وليس إلى الدماغ) ويتم خدمته بواسطة القطاعات العجزية من الحبل الشوكي عند S2–S4. المرأة التي لديها إصابة في الحبل الشوكي أعلى من T11 قد لا تتمكن من اختبار الإفراز المهبل النفسي، ولكن قد تظل قادرة على الإفراز المنعكس إذا كانت القطاعات العجزية غير مصابة. وبالمثل، على الرغم من أن قدرة الرجل على الحصول على انتصاب نفسي عندما يثار عقليًا قد تتأثر بعد إصابة أعلى في الحبل الشوكي، إلا أنه قد يظل قادرًا على الحصول على انتصاب منعكس أو "عفوي". قد تحدث هذه الانتصابات في غياب الإثارة النفسية عندما يتم لمس القضيب أو لمسه، على سبيل المثال بواسطة الملابس, لكنها لا تدوم طويلًا وعادة ما تختفي عندما يتم إزالة التحفيز. قد تزيد الانتصابات المنعكسة في التردد بعد إصابة الحبل الشوكي، بسبب فقدان المدخلات المثبطة من الدماغ التي كانت ستثبط الاستجابة في الرجل غير المصاب. بالمقابل، الإصابة تحت مستوى S1 تؤثر على الانتصاب المنعكس ولكن ليس الانتصاب النفسي. الأشخاص الذين لديهم بعض الحفاظ على الإحساس في المناطق الجلدية عند مستويات S4 و S5 ويعرضون الانعكاس البولبي العصبي (انقباض قاع الحوض استجابةً للضغط على البظر أو حشفة القضيب) عادة ما يكونون قادرين على اختبار الانتصاب المنعكس أو الإفراز. مثل باقي الانعكاسات، قد تختفي الاستجابات الجنسية المنعكسة فورًا بعد الإصابة ولكنها قد تعود مع مرور الوقت مع تعافي الشخص من صدمة الحبل الشوكي.

### العوامل التي تؤدي إلى انخفاض الوظيفة
يعاني معظم الأشخاص المصابين بإصابات في الحبل الشوكي من مشاكل في الاستجابة البدنية للإثارة الجنسية. تُسمى المشاكل التي تنشأ مباشرة نتيجة لإعاقة الإرسال العصبي بالعجز الجنسي الأولي.  وظيفة الأعضاء التناسلية تتأثر دائمًا تقريبًا نتيجة للإصابة في الحبل الشوكي، إما بتغيير، تقليص أو فقدان كامل للإحساس. الألم العصبي، الذي تشير فيه مسارات الأعصاب التالفة إلى الألم في غياب أي منبه مؤلم، أمر شائع بعد إصابة الحبل الشوكي ويؤثر على الجنس.
العجز الثانوي يحدث نتيجة لعوامل تترتب على الإصابة، مثل فقدان السيطرة على المثانة والأمعاء أو ضعف الحركة. الحاجز الرئيسي للنشاط الجنسي الذي يذكره الأشخاص المصابون بإصابة الحبل الشوكي هو القيود الجسدية؛ على سبيل المثال، مشاكل التوازن وضعف العضلات التي تتسبب في صعوبة التموقع. التشنج العضلي، وهو شد العضلات بسبب زيادة التوتر العضلي، هو تعقيد آخر يؤثر على الجنس. بعض الأدوية لها آثار جانبية تعيق المتعة الجنسية أو تؤثر على الوظيفة الجنسية: مضادات الاكتئاب، مرخيات العضلات، أدوية النوم والأدوية التي تعالج التشنج العضلي. التغيرات الهرمونية التي تؤثر على الوظيفة الجنسية قد تحدث بعد إصابة الحبل الشوكي؛ حيث ترتفع مستويات البرولاكتين، وتتوقف النساء عن الدورة الشهرية مؤقتًا (انقطاع الطمث)، ويختبر الرجال انخفاضًا في مستويات التستوستيرون. نقص التستوستيرون يسبب انخفاضًا في الرغبة الجنسية، زيادة في الضعف، التعب، وفشل الاستجابة للأدوية المعززة للانتصاب.
العجز الجنسي الثالث ينجم عن العوامل النفسية والاجتماعية. انخفاض الرغبة الجنسية أو الشعور بالإثارة قد يكون نتيجة لعوامل نفسية أو مواقف مثل الاكتئاب، القلق، والتغيرات في العلاقات. كلا الجنسين يعاني من انخفاض الرغبة الجنسية بعد إصابة الحبل الشوكي، وحوالي نصف الرجال وثلاثة أرباع النساء يعانون من صعوبة في الشعور بالإثارة النفسية. الاكتئاب هو السبب الأكثر شيوعًا للمشاكل المتعلقة بالإثارة لدى الأشخاص المصابين بإصابة في الحبل الشوكي. غالبًا ما يعاني الأشخاص من الحزن واليأس في البداية بعد الإصابة. القلق، اضطرابات تعاطي المواد واضطراب تعاطي الكحول قد تزيد بعد الخروج من المستشفى مع ظهور تحديات جديدة، مما يمكن أن يزيد من صعوبة المشاكل الجنسية. زيادة تعاطي المواد يؤدي إلى سلوكيات غير صحية، مما يرهق العلاقات والوظائف الاجتماعية.  إصابة الحبل الشوكي قد تؤدي إلى العديد من انعدام الأمان، مما يؤثر على الجنسية والصورة الذاتية. غالبًا ما تؤثر إصابة الحبل الشوكي على صورة الجسم، سواء بسبب التغيرات العديدة التي تحدث في الجسم والتي تؤثر على المظهر (مثل ضمور العضلات غير المستخدمة في الساقين)، أو بسبب التغيرات في الإدراك الذاتي غير الناتجة عن التغيرات الجسدية. كثير من الأشخاص يجدون أنفسهم أقل جاذبية ويتوقعون من الآخرين ألا يكونوا جذابين لهم بعد إصابة الحبل الشوكي. هذه انعدام الأمان يسبب الخوف من الرفض ويمنع الأشخاص من بدء الاتصال أو النشاط الجنسي أو الانخراط في الجنس. مشاعر عدم الجاذبية أو عدم القيمة قد تؤدي ببعض الأشخاص إلى اقتراح شركائهم أن يجدوا شخصًا غير معاق.

## الخصوبة

### الذكور
يَعتبِر الرجال المصابون بإصابة الحبل الشوكي القدرة على إنجاب الأطفال من أعلى أولوياتهم المتعلقة بالجنس. تُقلّ الخصوبة لدى الذكور بعد إصابة الحبل الشوكي، نتيجة لمجموعة من المشاكل تتعلق بالانتصاب، القذف، وجودة السائل المنوي. كما هو الحال مع أنواع أخرى من الاستجابة الجنسية، يمكن أن يكون القذف نفسيًا أو انعكاسيًا، وأن يؤثر مستوى الإصابة على قدرة الرجل على تجربة كل نوع من أنواع القذف. يعاني ما يقرب من 95% من الرجال المصابين بإصابة الحبل الشوكي من مشاكل في القذف (عجز القذف)، ربما بسبب ضعف التنسيق بين مدخلات من أجزاء مختلفة من الجهاز العصبي. يمكن أن يحدث الانتصاب، النشوة، والقذف بشكل مستقل، على الرغم من أن القدرة على القذف تبدو مرتبطة بجودة الانتصاب، وقدرة الرجل على الوصول إلى النشوة مرتبطة بسهولة القذف. حتى الرجال المصابون بإصابات كاملة قد يكونون قادرين على القذف، لأن الأعصاب الأخرى المشاركة في القذف يمكن أن تؤثر على الاستجابة دون الحاجة إلى مدخلات من الحبل الشوكي. بشكل عام، كلما كان مستوى الإصابة أعلى، كلما كانت هناك حاجة لتحفيز جسدي أكبر لكي يحدث القذف. بالمقابل، يمكن أن تكون مشكلة القذف المبكر أو العفوي موجودة عند الرجال الذين يعانون من إصابات في المستويات T12–L1. يمكن أن يكون الأمر شديدًا بحيث يُحَفّز القذف بمجرد التفكير في فكرة جنسية أو دون سبب على الإطلاق، دون أن يصاحبه نشوة.يملك معظم الرجال عددًا طبيعيًا من الحيوانات المنوية، ولكن نسبة عالية من الحيوانات المنوية غير طبيعية؛ فهي أقل حركة ولا تعيش بشكل جيد. السبب في هذه الشوائب غير معروف، ولكن الأبحاث تشير إلى وجود خلل في الحويصلات المنوية والبروستاتا، التي تركز المواد السامة للحيوانات المنوية. السيتوكينات، وهي بروتينات مناعية تعزز الاستجابة الالتهابية، موجودة بتراكيز أعلى في السائل المنوي للرجال المصابين بإصابة الحبل الشوكي، وكذلك عامل تنشيط الصفيحات؛ كلاهما ضار للحيوانات المنوية. استجابة مناعية أخرى لإصابة الحبل الشوكي هي وجود عدد أكبر من خلايا الدم البيضاء في السائل المنوي.

### الإناث
تزايدت أعداد النساء المصابات بإصابات في الحبل الشوكي اللواتي يلدن وينجبن أطفالاً أصحاء، فحوالي نصف إلى ثلثي النساء المصابات بإصابات في الحبل الشوكي يُبلّغن عن رغبتهن في إنجاب الأطفال، وحوالي 14–20% منهن يُصبحن حوامل مرة واحدة على الأقل. على الرغم من أن الخصوبة لدى النساء لا تُقلّل عادة بشكل دائم بسبب إصابة الحبل الشوكي، إلا أن هناك استجابة إجهاد تحدث مباشرة بعد الإصابة وتؤدي إلى تغييرات في مستويات الهرمونات المتعلقة بالخصوبة في الجسم. في حوالي نصف النساء، يتوقف الدورة الشهرية بعد الإصابة ولكنها تعود في المتوسط بعد خمسة أشهر – وتعود خلال عام لغالبية كبيرة من النساء. بعد عودة الدورة الشهرية، تُصبح النساء المصابات بإصابة الحبل الشوكي حوامل بمعدل قريب من بقية السكان.يرتبط الحمل بمخاطر أكبر من المعتاد لدى النساء المصابات بإصابة في الحبل الشوكي، من بينها زيادة خطر الإصابة بـ جلطة دموية في الأوردة العميقة، عدوى الجهاز التنفسي، وعدوى المسالك البولية. هناك اعتبارات أخرى مثل الحفاظ على الوضع الصحيح في الكرسي المتحرك، الوقاية من قرح الضغط، وصعوبة الحركة المتزايدة بسبب زيادة الوزن والتغيرات في مركز التوازن. قد تحتاج الأجهزة المساعدة إلى تعديل، وقد يتعين تغيير الأدوية.
بالنسبة للنساء اللاتي يعانين من إصابات أعلى من T6، فإن أحد المخاطر أثناء الولادة والتسليم التي تهدد الأم والجنين هو الاستجابة التلقائية المفرطة، حيث يرتفع ضغط الدم إلى مستويات خطيرة قد تتسبب في السكتة الدماغية القاتلة. يمكن استخدام أدوية مثل نيفيديبين وكابتوبريل لإدارة هذه الحالة إذا حدثت، ويساعد التخدير فوق الجافية رغم أنه ليس فعالًا جدًا في النساء المصابات بإصابة الحبل الشوكي. يتم استخدام التخدير أثناء الولادة والتسليم حتى للنساء اللاتي لا يشعرن بالحس، واللواتي قد يشعرن بتقلصات كألم في البطن، وزيادة التشنج، وفترات من الاستجابة التلقائية المفرطة. انخفاض الإحساس في منطقة الحوض يعني أن النساء المصابات بإصابة الحبل الشوكي عادة ما يكون لديهن ولادة أقل ألمًا؛ في الواقع، قد لا يدركن عندما يدخلن في المخاض. إذا كانت هناك تشوهات في الحوض أو العمود الفقري، قد يكون من الضروري إجراء الولادة القيصرية. من المرجح أن يُولد أطفال النساء المصابات بإصابة الحبل الشوكي مبكرين، وإذا كان الطفل غير مبكر، فمن المرجح أن يكون صغيرًا بالنسبة لعمر الحمل.

## التحكم

### مشاكل الانتصاب

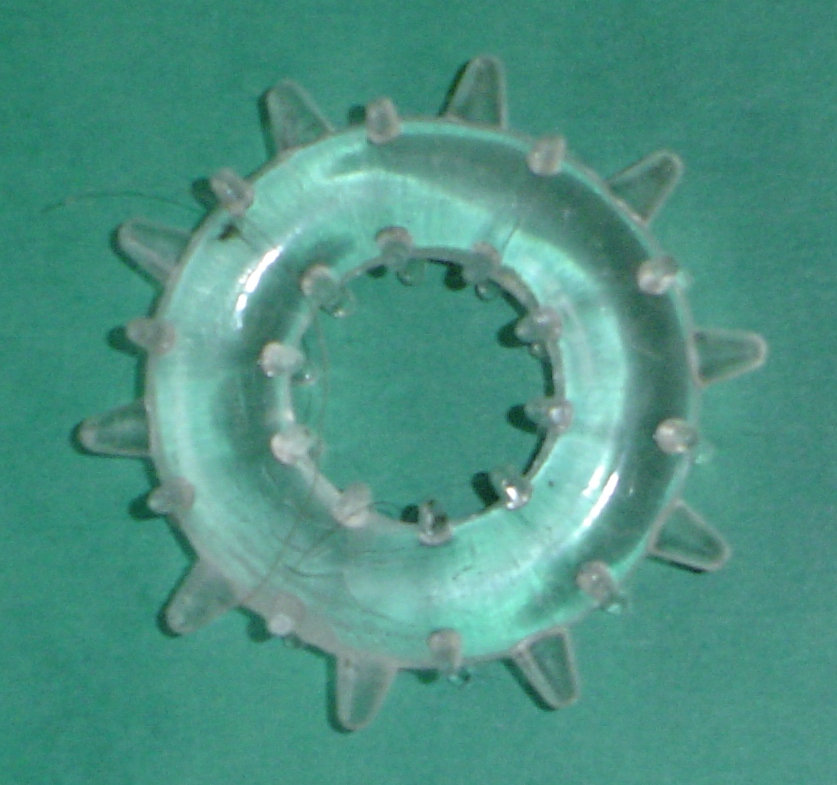
يمكن وضع حلقة عند قاعدة القضيب للحفاظ على الانتصاب.

على الرغم من أن الانتصاب ليس ضروريًا للقاءات جنسية مرضية، إلا أن العديد من الرجال يرون أنه أمر مهم، وأن علاج العجز الجنسي يحسن علاقاتهم وجودة حياتهم. بغض النظر عن العلاج المستخدم، فإنه يعمل بشكل أفضل عند دمجه مع العلاج الموجه للكلام لمساعدته في الاندماج في الحياة الجنسية.  تعد الأدوية الفموية والأجهزة الميكانيكية الخيار الأول في العلاج لأنها أقل تدخلاً، وغالبًا ما تكون فعالة، وتُقبل بشكل جيد. تشمل الأدوية الفموية سيلدينافيل (فياغرا)، تادالافيل (سياليس)، وفاردينافيل (ليفيترا).  تُحفز مضخة القضيب الانتصاب بدون الحاجة إلى أدوية أو علاجات جراحية. لاستخدام المضخة، يُدخل الرجل قضيبه في أسطوانة، ثم يقوم بضخها لإنشاء فراغ يسحب الدم إلى القضيب، مما يجعله منتصبًا. ثم يمرر الرجل حلقة من خارج الأسطوانة إلى قاعدة القضيب للحفاظ على الدم داخل القضيب واستمرار الانتصاب. يمكن للرجل الذي يستطيع الحصول على انتصاب ولكن يواجه صعوبة في الحفاظ عليه لفترة كافية أن يستخدم الحلقة بمفردها. لا يمكن ترك الحلقة لأكثر من 30 دقيقة ولا يمكن استخدامها في نفس الوقت مع أدوية مضادة للتخثر.إذا فشلت الأدوية الفموية والعلاجات الميكانيكية، الخيار الثاني هو الحقن المحلية: يتم حقن أدوية مثل بابافيرين وبروستاغلاندين التي تعدل تدفق الدم وتشغل الانتصاب في القضيب. يفضل هذا الأسلوب لفعاليته، ولكنه قد يسبب ألمًا وندوبًا.  يوجد خيار آخر هو إدخال حبة صغيرة من الدواء في الإحليل، ولكن هذا يتطلب جرعات أعلى من الحقن وقد لا يكون فعالًا بنفس القدر. تم استخدام الأدوية الموضعية لتوسيع الأوعية الدموية، ولكنها ليست فعالة جدًا أو مقبولة بشكل جيد. يمكن استخدام التحفيز الكهربائي لـ الأعصاب الحركية على مستوى S2 لتحفيز الانتصاب الذي يستمر طالما استمر التحفيز.  تُستخدم الغرسات الجراحية، سواء كانت قضبانًا مرنة أو أنابيب قابلة للنفخ، في الحالات التي تفشل فيها الأساليب الأخرى بسبب احتمال حدوث مضاعفات خطيرة، التي تحدث في حوالي 10% من الحالات. إنها تحمل خطر تآكل الأنسجة (تمزق الجلد). على الرغم من أن الرضا بين الرجال الذين يستخدمونها مرتفع، إلا أنه إذا كان يجب إزالتها، فإن الغرسات تجعل الأساليب الأخرى مثل الحقن والأجهزة الميكانيكية غير قابلة للاستخدام بسبب تلف الأنسجة.  من الممكن أيضًا أن يكون العجز الجنسي موجودًا ليس كنتيجة مباشرة للإصابة بالحبل الشوكي ولكن بسبب عوامل مثل الاكتئاب الشديد، داء السكري، أو الأدوية مثل تلك التي تُؤخذ لعلاج التشنجات. قد يساعد إيجاد وعلاج السبب الجذري في تخفيف المشكلة. على سبيل المثال، يمكن للرجال الذين يعانون من مشاكل في الانتصاب نتيجة نقص التستوستيرون أن يتلقوا علاج استبدال الأندروجين.

### القذف والخصوبة الذكرية
بدون التدخل الطبي، يبلغ معدل الخصوبة الذكرية بعد إصابة الحبل الشوكي 5–14%، ولكن هذا المعدل يزداد مع العلاجات. حتى مع جميع التدخلات الطبية المتاحة، لا يستطيع أقل من نصف الرجال المصابين بإصابات في الحبل الشوكي إنجاب الأطفال. عادة ما يكون التلقيح الاصطناعي مطلوب. كما هو الحال مع الانتصاب، تُستخدم العلاجات المستخدمة لعلاج العقم في الرجال السليمين لعلاج أولئك الذين يعانون من إصابات في الحبل الشوكي.  لطريقة القذف في إصابات الحبل الشوكي، فإن الطريقة الأولى لاسترجاع الحيوانات المنوية هي التحفيز الاهتزازي للقضيب. يتم تطبيق جهاز اهتزاز عالي السرعة على حشفة القضيب لتحفيز رد فعل يؤدي إلى القذف، عادةً في غضون بضع دقائق. تتراوح تقارير الفعالية مع التحفيز الاهتزازي للقضيب من 15 إلى 88%، ربما بسبب اختلافات في إعدادات جهاز الاهتزاز وخبرة الأطباء، بالإضافة إلى مستوى وشدة الإصابة. الإصابات الكاملة التي هي بالضبط فوق نواة أونوف (S2–S4) تستجيب لـ التحفيز الاهتزازي للقضيب في 98% من الحالات، ولكن الإصابات الكاملة في أجزاء S2–S4 لا تستجيب.  في حالة الفشل مع التحفيز الاهتزازي للقضيب، يتم جمع الحيوانات المنوية أحيانًا باستخدام القذف الكهربائي: يتم إدخال مسبار كهربائي في المستقيم، حيث يحفز القذف. معدل النجاح هو 80–100%، لكن هذه التقنية تتطلب تخديرًا ولا يمكن تنفيذها في المنزل كما هو الحال مع التحفيز الاهتزازي للقضيب. كلا من التحفيز الاهتزازي للقضيب والقذف الكهربائي يحملان خطر الإصابة بـ الديسريفلكسيا اللاإرادية، لذا يمكن إعطاء أدوية لمنع هذه الحالة مقدمًا، ويتم مراقبة ضغط الدم طوال الإجراءات للأشخاص الذين يعانون من القابلية لذلك. تدليك غدة البروستاتا والحويصلات المنوية هو طريقة أخرى لاسترجاع الحيوانات المنوية المخزنة. إذا فشلت هذه الطرق في تحفيز القذف أو لم تنتج ما يكفي من الحيوانات المنوية الصالحة للاستخدام، يمكن استخراج الحيوانات المنوية جراحيًا باستخدام استخراج الحيوانات المنوية من الخصية أو شفط الحيوانات المنوية من البربخ عبر الجلد. هذه الإجراءات تنتج الحيوانات المنوية في 86–100% من الحالات، لكن تفضل العلاجات غير الجراحية.  يتم علاج القذف المبكر أو التلقائي باستخدام مضادات الاكتئاب بما في ذلك مثبطات استرداد السيروتونين الانتقائية، والمعروفة بتأخير القذف كـ أثر جانبي.

### النساء
مقارنةً بالخيارات المتاحة لعلاج العجز الجنسي لدى الرجال (التي تكون نتائجها مرئية بشكل ملموس)، فإن الخيارات المتاحة للنساء محدودة. على سبيل المثال، تم اختبار مثبطات PDE5، وهي أدوية فموية لعلاج العجز الجنسي لدى الرجال، لمدى قدرتها على زيادة الاستجابة الجنسية مثل الإثارة والنشوة لدى النساء—لكن لم يتم إجراء تجارب محكومة على النساء المصابات بإصابات في الحبل الشوكي، وأظهرت التجارب على نساء أخريات نتائج غير حاسمة. من الناحية النظرية، يمكن تحسين الاستجابة الجنسية لدى النساء باستخدام جهاز شفط مخصص لجذب الدم إلى البظر، ولكن هناك دراسات قليلة عن العلاجات المتعلقة بالوظيفة الجنسية لدى النساء المصابات بإصابات في الحبل الشوكي. هناك نقص خاص في المعلومات خارج مجال التكاثر.

### التعليم والإرشاد
يعد الإرشاد بشأن الجنس والجنسية من قبل المتخصصين الطبيين وعلماء النفس وأخصائيين اجتماعيين والممرضين جزءًا من معظم برامج إعادة التأهيل للحبل الشوكي. يشمل التعليم جزءًا من العلاج اللاحق للأشخاص المصابين بإصابات في الحبل الشوكي, كما تشمل العلاج النفسي، الإرشاد بين الأقران، والأنشطة الاجتماعية؛ وهذه مفيدة لتحسين المهارات اللازمة للتواصل والعلاقات. بدلاً من معالجة العجز الجنسي باعتباره مشكلة جسدية بحتة، يأخذ العلاج الجنسي المناسب في الاعتبار الفرد بشكل كامل، على سبيل المثال من خلال معالجة المشكلات المتعلقة بالعلاقات وتقدير الذات. يشمل الإرشاد الجنسي تعليم تقنيات لإدارة الاكتئاب والضغط النفسي، وزيادة الانتباه للإحساسات المحفوظة أثناء النشاط الجنسي. يشمل التعليم معلومات عن وسائل منع الحمل أو الأجهزة المساعدة مثل تلك المستخدمة في وضعية الجماع، أو النصائح والأفكار لمعالجة مشكلات مثل السلس والتعسر التلقائي.لقد تلقى العديد من مرضى إصابات الحبل الشوكي معلومات خاطئة حول تأثيرات إصابتهم على وظائفهم الجنسية واستفادوا من التعليم حول ذلك. على الرغم من أن التعليم الجنسي بعد الإصابة مباشرة معروف بكونه مفيدًا ومطلوبًا، إلا أنه غالبًا ما يكون مفقودًا في بيئات إعادة التأهيل; شكوى شائعة من أولئك الذين يمرون ببرامج إعادة التأهيل هي أنهم يقدمون معلومات غير كافية عن الجنسية. يعد التعليم والإرشاد طويل الأمد بشأن الجنس بعد الخروج من المستشفى أمرًا بالغ الأهمية، ومع ذلك، تعد الجنسية واحدة من أكثر المجالات التي يتم تجاهلها في إعادة التأهيل الطويلة الأجل لإصابات الحبل الشوكي، وخاصة للنساء. قد يمتنع مقدمو الرعاية عن معالجة هذا الموضوع لأنهم يشعرون بالتهديد أو أنهم غير مستعدين للتعامل معه. يجب أن يكون الأطباء حذرين عند طرح المواضيع الجنسية لأن الأشخاص قد يكونون غير مرتاحين أو غير مستعدين للموضوع. العديد من المرضى ينتظرون من مقدمي الرعاية طرح الموضوع حتى لو كانوا يرغبون في الحصول على المعلومات.
تعتمد تجربة الشخص في إدارة الجنسية بعد الإصابة ليس فقط على العوامل الجسدية مثل شدة الإصابة ومستوى الحبل الشوكي، ولكن أيضًا على جوانب من ظروف الحياة والشخصية مثل الخبرة الجنسية والمواقف تجاه الجنس. بالإضافة إلى تقييم القضايا الجسدية، يجب على الأطباء أخذ العوامل التي تؤثر على وضع كل مريض في الاعتبار: الجنس، العمر، العوامل الثقافية والاجتماعية. تؤثر جوانب الخلفيات الثقافية والدينية للمرضى، حتى وإن لم يتم ملاحظتها قبل الإصابة التي تسببت في العجز الجنسي، في الرعاية والعلاج—خصوصًا عندما تتعارض المواقف الثقافية والافتراضات لدى المرضى ومقدمي الرعاية. يجب على المهنيين الصحيين أن يكونوا حساسين لقضايا التوجه الجنسي والهوية الجنسية، مع إظهار الاحترام والقبول أثناء التواصل والاستماع والدعم العاطفي. لقد وُجد أن مقدمي الرعاية لمرضى إصابات الحبل الشوكي يفترضون أن مرضاهم مغايرون أو يستبعدون مرضى مجتمع الميم من وعيهم، مما قد يؤدي إلى رعاية غير جيدة. كما أن البحث الأكاديمي حول الجنسية والإعاقة لا يمثل بشكل كافٍ وجهات نظر مجتمع الميم أيضًا.إلى جانب المريض، يحتاج الشريك لشخص مصاب غالبًا إلى الدعم والإرشاد. يمكن أن يساعد في التكيف مع ديناميكية العلاقة الجديدة وصورة الذات (مثل أن يصبح في دور مقدم الرعاية) أو مع الضغوط التي تنشأ في العلاقة الجنسية. غالبًا ما يواجه شركاء الأشخاص المصابين مشاعر مثل الذنب والغضب والقلق والإرهاق أثناء التعامل مع العبء المالي الإضافي بسبب فقدان الأجور والنفقات الطبية. يهدف الإرشاد إلى تعزيز العلاقة من خلال تحسين التواصل والثقة.

#### الأطفال والمراهقون
لا يقتصر تأثير إصابات النخاع الشوكي على الأطفال والمراهقين على نفس الصعوبات التي يواجهها البالغون فحسب، بل يؤثر أيضًا على تطور جنسيتهم. على الرغم من وجود الكثير من الأبحاث حول إصابات الحبل الشوكي والجنسية لدى البالغين، إلا أن الأبحاث حول كيفية تأثيرها على تطوير الجنسية لدى الشباب قليلة جدًا. يحتاج الأطفال والمراهقون المصابون إلى التثقيف الجنسي المستمر والمناسب لعمرهم والذي يتناول أسئلة متعلقة بإصابات الحبل الشوكي وعلاقتها بالجنسية والوظيفة الجنسية. يصبح الأطفال الصغار على دراية بإعاقاتهم قبل أن يكونوا على دراية بجنسيتهم، ولكن مع تقدمهم في السن يصبحون فضوليين كما يفعل الأطفال غير المعاقين، ومن المناسب توفير المزيد من المعلومات لهم تدريجيًا. يساعد مقدمو الرعاية الطفل والعائلة في التحضير للانتقال إلى مرحلة البلوغ، بما في ذلك في مجال الجنسية والتفاعل الاجتماعي، بدءًا من وقت مبكر وزيادة هذه الجهود خلال فترة المراهقة. يحتاج الآباء إلى التثقيف حول تأثيرات إصابات الحبل الشوكي على الوظيفة الجنسية حتى يتمكنوا من الإجابة على أسئلة أطفالهم.بمجرد أن يصل المرضى إلى سن المراهقة، يحتاجون إلى معلومات أكثر تحديدًا حول الحمل، وسائل منع الحمل، تقدير الذات، والمواعدة. يستفيد المراهقون الذين فقدوا أو انخفضت لديهم الإحساس بالأعضاء التناسلية من التعليم حول الطرق البديلة لتجربة المتعة والإشباع من الأفعال الجنسية. غالبًا ما تكون سنوات المراهقة صعبة بشكل خاص لأولئك الذين يعانون من إصابات في الحبل الشوكي، من حيث صورة الجسم والعلاقات. بالنظر إلى أهمية الجنسية والخصوصية بالنسبة لهم، قد يشعر المراهقون بالإحراج عندما يستحمهم الآباء أو مقدمو الرعاية أو يهتمون باحتياجات الأمعاء والمثانة. يمكنهم الاستفادة من الإرشاد الجنسي، مجموعات الدعم، والإرشاد من قبل البالغين المصابين بإصابات في الحبل الشوكي الذين يمكنهم مشاركة تجاربهم وقيادة المناقشات مع أقرانهم. مع الرعاية والتعليم المناسبين من الأسرة والمحترفين، يمكن للأطفال والمراهقين المصابين أن يتطوروا ليصبحوا بالغين يتمتعون بصحة جنسية جيدة.

### التغييرات في الممارسات الجنسية
يقوم الناس بتكييفات جنسية متنوعة للمساعدة في التكيف مع إصابات الحبل الشوكي. غالبًا ما يغيرون ممارساتهم الجنسية، متجهين بعيدًا عن التحفيز الجنسي والاتصال الجنسي وموضحين أهمية أكبر للمس فوق مستوى الإصابة وجوانب أخرى من الحميمية مثل التقبيل والمداعبة. من الضروري اكتشاف أوضاع جنسية جديدة إذا أصبحت الأوضاع المستخدمة سابقًا صعبة للغاية. تشمل العوامل الأخرى التي تعزز المتعة الجنسية الذكريات الإيجابية، الخيالات، الاسترخاء، التأمل، تقنيات التنفس، والأهم من ذلك، الثقة مع الشريك. يمكن للأشخاص المصابين بإصابات الحبل الشوكي الاستفادة من المحفزات البصرية والسمعية والشمية واللمسية. من الممكن تدريب النفس على أن تكون أكثر وعيًا بالجوانب العقلية للجنس وبالشعور في مناطق الجسم التي تحتفظ بالإحساس؛ مما يزيد من فرص الوصول للنشوة الجنسية. أهمية الرغبة والراحة هي السبب وراء القول المأثور "أهم عضو جنسي هو الدماغ".
يعد التكيف مع التغييرات في إحساس الجسم بعد الإصابة أمرًا صعبًا بما يكفي ليتسبب في أن البعض يتخلى عن فكرة الجنس المرضي في البداية. لكن التغييرات في الحساسية فوق مستوى الإصابة وفي نفس المستوى تحدث مع مرور الوقت؛ قد يجد الأشخاص أن المنطقة الإثارة مثل الحلمات أو الأذنين قد أصبحت أكثر حساسية بما يكفي لتكون مرضية جنسيًا. قد يكتشفون مناطق إثارة جديدة لم تكن مثيرة قبل الإصابة؛ يمكن لمقدمي الرعاية مساعدة هؤلاء في توجيه هذا الاكتشاف. يمكن لهذه المناطق الإثارة أن تؤدي حتى إلى النشوة الجنسية عندما يتم تحفيزها. قد تكون هذه التغييرات ناتجة عن "إعادة رسم" المناطق الحسية في الدماغ بسبب المرونة العصبية، خصوصًا عندما يتم فقدان الإحساس في الأعضاء التناسلية بشكل كامل.من الشائع وجود منطقة في الجسم بين المناطق التي تم فقدان الإحساس فيها وتلك التي لا يزال الإحساس بها موجودًا، تسمى "المنطقة الانتقالية"، التي تتمتع بزيادة الحساسية وغالبًا ما تكون مرضية جنسيًا عند تحفيزها. تعرف هذه المنطقة أيضًا بـ "منطقة الحدود"، وقد تشعر كما كان شعور القضيب أو البظر قبل الإصابة، ويمكن أن تعطي حتى شعورًا بالنشوة الجنسية. نظرًا لهذه التغييرات في الإحساس، يُشجع الأشخاص على استكشاف أجسادهم لاكتشاف المناطق التي تمنحهم المتعة. الاستمناء هو طريقة مفيدة للتعرف على استجابات الجسم الجديدة.
توجد اختبارات لقياس مقدار الإحساس الذي احتفظ به الشخص في الأعضاء التناسلية بعد الإصابة، والتي تُستخدم لتخصيص العلاج أو إعادة التأهيل. يساعد اختبار الحواس الأشخاص على التعرف على الأحاسيس المرتبطة بالإثارة والنشوة الجنسية. الأشخاص المصابون الذين يستطيعون تحقيق النشوة الجنسية من التحفيز للأعضاء التناسلية قد يحتاجون إلى تحفيز لفترة أطول أو بحدّة أكبر. تتوفر ألعاب جنسية مثل المهتزازات، على سبيل المثال، لتعزيز الإحساس في المناطق ذات الحساسية المنخفضة، ويمكن تعديل هذه الألعاب لتتناسب مع الإعاقات. على سبيل المثال، يمكن إضافة حزام يدوي إلى المهتز أو ديلدو لمساعدة الشخص الذي يعاني من ضعف في وظيفة اليد.

### الاعتبارات في النشاط الجنسي
تقدم إصابات الحبل الشوكي احتياجات إضافية يجب مراعاتها في النشاط الجنسي؛ على سبيل المثال، ضعف العضلات وقيود الحركة تحد من الخيارات فيما يتعلق بالوضعيات. يمكن وضع الوسائد أو الأجهزة مثل الإسفنجات للمساعدة في تحقيق والحفاظ على الوضع المطلوب للأشخاص المتأثرين بالضعف أو قيود الحركة. توجد أجهزة مساعدة تساعد في الحركة، مثل الكراسي المنزلقة لتوفير الدفع الحوضي. كما أن التشنجات والألم تخلق عوائق أمام النشاط الجنسي؛ هذه التغييرات قد تتطلب من الأزواج استخدام أوضاع جديدة، مثل الجلوس في الكرسي المتحرك. يمكن أخذ حمام دافئ قبل الجماع، ويمكن دمج التدليك والتمدد في المداعبة لتخفيف التشنجات.اعتبار آخر هو فقدان الإحساس، مما يعرض الأشخاص لخطر الإصابة بالجروح مثل قرح الضغط والإصابات التي قد تصبح أسوأ قبل أن يتم ملاحظتها. يمكن أن يتسبب الاحتكاك أثناء النشاط الجنسي في تلف الجلد، لذا من الضروري بعد الجماع فحص المناطق التي قد تكون قد تعرضت للإصابة، خاصة في منطقة المؤخرة والأعضاء التناسلية. يجب على الأشخاص الذين يعانون من قرح الضغط بالفعل أن يتخذوا الحذر لئلا يزيدوا من سوء الجروح. زيادة التهيج في الأعضاء التناسلية يزيد من خطر الإصابة بالعدوى المهبلية، التي تزداد سوءًا إذا لم يتم ملاحظتها. النساء اللاتي لا يحصلن على ترطيب مهبلي كافٍ من تلقاء أنفسهن يمكنهن استخدام مزلق شخصي متاح تجاريًا لتقليل الاحتكاك.
خطر آخر هو الديسريفلكسيا اللاإرادية (AD)، وهي حالة طبية طارئة تشمل ارتفاعًا خطيرًا في ضغط الدم. يمكن للأشخاص المعرضين لخطر AD تناول أدوية للمساعدة في الوقاية منه قبل الجماع، ولكن إذا حدث يجب عليهم التوقف وطلب العلاج. العلامات الخفيفة لـ AD مثل ارتفاع ضغط الدم الطفيف غالبًا ما تصاحب الإثارة الجنسية ولا تستدعي القلق. في الواقع، يفسر البعض أعراض AD التي تحدث أثناء النشاط الجنسي على أنها ممتعة أو مثيرة، أو حتى ذروية.أحد الاهتمامات بالنسبة للنشاط الجنسي التي ليست خطيرة ولكن قد تكون مزعجة للطرفين هو تسرب البول أو البراز بسبب سلس البول أو سلس البراز. يمكن للأزواج الاستعداد للجماع عن طريق تصريف المثانة باستخدام القسطرة المتقطعة أو وضع المناشف مسبقًا. يجب على الأشخاص الذين لديهم القسطرة البولية أن يكونوا حذرين جدًا عند التعامل معها، وإزالتها أو تثبيتها بعيدًا عن الطريق.
وسائل منع الحمل هي اعتبار آخر: عادةً ما لا يتم وصف حبوب منع الحمل الفموية للنساء المصابات بإصابات الحبل الشوكي لأن الهرمونات فيها تزيد من خطر تجلط الدم، وهو ما يعرض الأشخاص المصابين بإصابات الحبل الشوكي لخطر أعلى بالفعل. يمكن أن تتسبب الجهاز اللولبي في مضاعفات خطيرة قد لا يتم اكتشافها إذا كان الإحساس منخفضًا. الحجاب الحاجز (منع الحمل) الذي يتطلب إدخال شيء في المهبل غير قابل للاستخدام من قبل الأشخاص الذين يعانون من ضعف في اليد. خيار مفضل للنساء هو أن يستخدم الشركاء الواقيات الذكرية.

## التكيف على المدى الطويل
في الأشهر الأولى بعد الإصابة، غالبًا ما يولي الأشخاص الأولوية لجوانب أخرى من التأهيل على حساب المسائل الجنسية، ولكن على المدى الطويل، يتطلب التكيف مع الحياة بعد إصابة الحبل الشوكي معالجة مسألة الجنسية.  على الرغم من أن العوامل الجسدية والنفسية والعاطفية تؤدي إلى تقليل تكرار ممارسة الجنس بعد الإصابة، إلا أن التكرار يزيد مع مرور الوقت. مع مرور السنوات، تزيد احتمالية أن يصبح الشخص مرتبطًا بعلاقة جنسية. تسهم صعوبات التكيف مع التغيرات في الشكل البدني والقيود الجسدية في تقليل تكرار الأنشطة الجنسية، وترتبط الصورة الجسدية المحسنة بزيادة التكرار. مثل التكرار، فإن الرغبة الجنسية والرضا الجنسي غالبًا ما يقلان بعد إصابة الحبل الشوكي. قد يكون تقليص رغبة النساء الجنسية وتكرارها جزئيًا بسبب اعتقادهن بأنهن لم يعدن قادرات على الاستمتاع بالجنس، أو لأن استقلالهن أو الفرص الاجتماعية قد تقلصت. مع مرور الوقت، عادةً ما يتكيف الأشخاص جنسيًا، متأقلمين مع أجسامهم المتغيرة. حوالي 80% من النساء يعودن إلى النشاط الجنسي،  ويتراوح عدد النساء اللاتي يذكرن أنهن راضيات جنسيًا بين 40% و88%. على الرغم من أن رضا النساء غالبًا ما يكون أقل من قبل الإصابة، إلا أنه يتحسن مع مرور الوقت. النساء يذكرن معدلات أعلى من الرضا الجنسي مقارنة بالرجال بعد الإصابة، لمدة تتراوح بين 10 و45 سنة. أكثر من ربع الرجال لديهم مشاكل كبيرة في التكيف مع أدائهم الجنسي بعد الإصابة. يعتمد الرضا الجنسي على العديد من العوامل، بعضها أكثر أهمية من الوظيفة الجسدية للأعضاء التناسلية: العلاقة الحميمة، جودة العلاقات، رضا الشركاء، الاستعداد للتجربة الجنسية، والتواصل الجيد. وظيفة الأعضاء التناسلية ليست مهمة بالنسبة لرضا الرجال الجنسي بقدر ما هي رضا الشركاء والعلاقة الحميمة في علاقاتهم. بالنسبة للنساء، تساهم جودة العلاقات، والقرب من الشركاء، والرغبة الجنسية، والصورة الجسدية الإيجابية، بالإضافة إلى الوظيفة الجسدية للأعضاء التناسلية، في الرضا الجنسي. بالنسبة لكلا الجنسين، فإن العلاقات الطويلة الأمد مرتبطة بزيادة الرضا الجنسي.

## العلاقات
تضع الإصابة الكارثية مثل إصابة الحبل الشوكي ضغطًا على الزيجات والعلاقات الرومانسية الأخرى، مما يؤثر بشكل كبير على نوعية الحياة. غالبًا ما يشعر شركاء الأشخاص المصابين بالخارج عن السيطرة، ومغرقين، وغاضبين، ومذنبين مع زيادة العمل المرتبط بالإصابة، ونقص المساعدة في المسؤوليات مثل تربية الأطفال، وفقدان الأجور. يزيد التوتر في العلاقات والاعتماد المفرط في العلاقات من خطر الاكتئاب للشخص المصاب بإصابة الحبل الشوكي؛ والعلاقات الداعمة لها دور وقائي.  تتغير العلاقات حيث يتولى الشركاء أدوارًا جديدة، مثل دور مقدم الرعاية، وهو ما قد يتعارض مع دور الشريك ويتطلب تضحية كبيرة بالوقت والرعاية الذاتية. قد تعني هذه التغييرات في المسؤوليات عكس الأدوار الجندرية المحددة اجتماعيًا داخل العلاقات؛ عدم القدرة على الوفاء بهذه الأدوار يؤثر على الجنسية بشكل عام.  يعد الخلل الجنسي من العوامل المسببة للتوتر في العلاقات. غالبًا ما يكون الناس قلقين بشأن عدم قدرتهم على إرضاء الشريك كما هم قلقون بشأن تلبية احتياجاتهم الجنسية الخاصة. في الواقع، اثنان من أهم الأسباب التي يذكرها الأشخاص المصابون بإصابة الحبل الشوكي لرغبتهم في ممارسة الجنس هما من أجل العلاقة الحميمة وللحفاظ على الشريك. يرتبط تكرار ممارسة الجنس برغبة الشريك غير المصاب.  على الرغم من أن المشاكل المتعلقة بالوظيفة الجنسية التي تنجم عن إصابة الحبل الشوكي تلعب دورًا في بعض حالات الطلاق، إلا أنها ليست بنفس أهمية النضج العاطفي في تحديد نجاح الزواج. الأشخاص المصابون بإصابة الحبل الشوكي يتطلقون أكثر من بقية السكان، والزيجات التي تمت قبل الإصابة تفشل أكثر من تلك التي تمت بعدها (33% مقابل 21%). الأشخاص المتزوجون قبل الإصابة يذكرون زيجات أقل سعادة وتكيفًا جنسيًا أسوأ من أولئك الذين تزوجوا بعد الإصابة، مما قد يشير إلى أن الأزواج واجهوا صعوبة في التكيف مع الظروف الجديدة. بالنسبة لأولئك الذين اختاروا الانخراط مع شخص ما بعد الإصابة، كانت الإعاقة جزءًا مقبولًا من العلاقة منذ البداية. يعد فهم وقبول القيود التي تنجم عن الإصابة من قبل الشريك غير المصاب عاملًا مهمًا في نجاح الزواج. تم العثور على أن العديد من حالات الطلاق تم بدءها من قبل الشريك المصاب، في بعض الأحيان بسبب الاكتئاب والإنكار الذي يحدث غالبًا في بداية فترة ما بعد الإصابة. لذلك، يعد الاستشارة أمرًا مهمًا، ليس فقط لإدارة التغييرات في تصور الذات ولكن أيضًا في التصورات حول العلاقات.على الرغم من الضغوط التي تضعها إصابة الحبل الشوكي على الأشخاص والعلاقات، فقد أظهرت الدراسات أن الأشخاص المصابين بإصابة الحبل الشوكي قادرون على إقامة علاقات رومانسية وزواج سعيدة وملائمة، وتربية أطفال جيدين التكيف. الأشخاص المصابون بإصابة الحبل الشوكي الذين يرغبون في أن يصبحوا آباء قد يشككون في قدرتهم على تربية الأطفال ويختارون عدم إنجابهم، لكن الدراسات أظهرت عدم وجود اختلاف في نتائج التربية بين المجموعات المصابة وغير المصابة. أطفال النساء المصابات بإصابة الحبل الشوكي لا يعانون من تدني تقدير الذات أو التكيف أو المواقف تجاه والديهم. النساء اللواتي ينجبن بعد إصابة الحبل الشوكي يتمتعن بجودة حياة أعلى، على الرغم من أن التربية تضيف متطلبات وتحديات إلى حياتهن.
بالنسبة لأولئك الذين يكونون عازبين عندما يصابون أو الذين يصبحون عازبين، تتسبب إصابة الحبل الشوكي في صعوبات وانعدام الأمان فيما يتعلق بالقدرة على مقابلة شركاء جدد وبدء العلاقات. في بعض البيئات، معايير الجمال تجعل الناس يرون الأجسام المعاقة على أنها أقل جاذبية، مما يحد من الخيارات لشركاء الجنس والعلاقات الرومانسية للأشخاص ذوي الإعاقات مثل إصابة الحبل الشوكي. علاوة على ذلك، تُوسم الإعاقات الجسدية، مما يتسبب في تجنب الناس الاتصال بالأشخاص المعاقين، خاصة أولئك الذين يعانون من حالات مرئية للغاية مثل إصابة الحبل الشوكي. قد يسبب الوصمة شعور الأشخاص المصابين بإصابة الحبل الشوكي بالخجل والحرج في الأماكن العامة. يمكنهم زيادة نجاحهم الاجتماعي باستخدام تقنيات إدارة الانطباع لتغيير كيفية رؤيتهم وخلق صورة أكثر إيجابية لأنفسهم في عيون الآخرين. تخلق القيود الجسدية صعوبات؛ مع انخفاض الاستقلالية تأتي التفاعلات الاجتماعية المحدودة وفرص أقل للعثور على شركاء. تخلق صعوبات التنقل وغياب الوصول للأماكن الاجتماعية لذوي الإعاقة (مثل نقص منحدرات الكراسي المتحركة) حاجزًا إضافيًا للنشاط الاجتماعي ويحد من القدرة على مقابلة شركاء. يمكن الحد من العزلة ومخاطر الاكتئاب المرتبطة بها من خلال المشاركة في الأنشطة البدنية، والتجمعات الاجتماعية، والأندية، والدردشة والتعارف عبر الإنترنت.

## المجتمع والثقافة

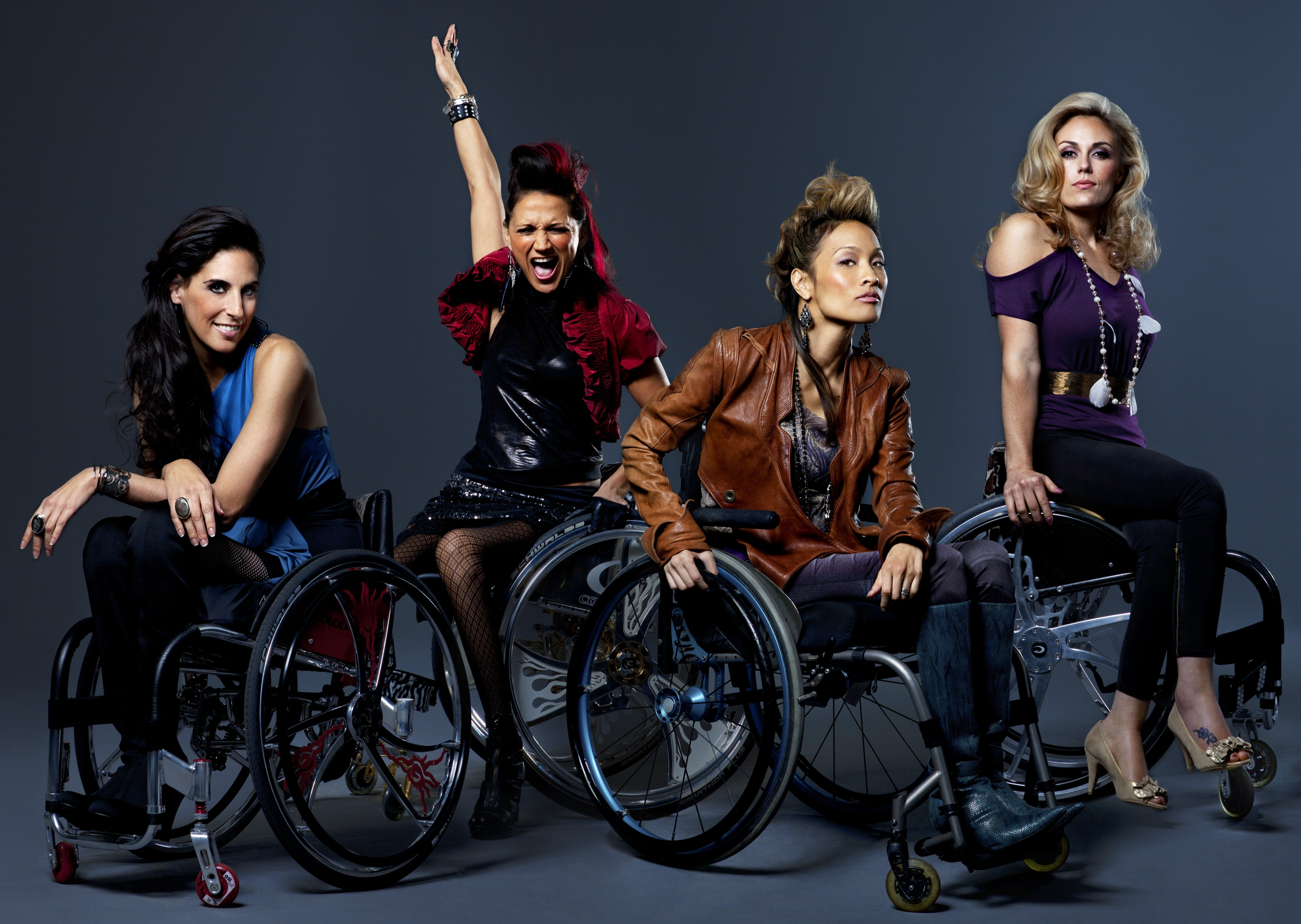
السلسلة الواقعية فتيات الدفع تعرض نساء مصابات بإصابة الحبل الشوكي يعالجن مسائل الجنسية والحياة اليومية.

تؤثر المواقف الاجتماعية السلبية والصورة النمطية حول الأشخاص ذوي الإعاقات مثل إصابة الحبل الشوكي على التفاعلات الشخصية والصورة الذاتية، مما له تأثيرات هامة على نوعية الحياة. في الواقع، بالنسبة للنساء، تكون العوامل النفسية أكثر تأثيرًا على التكيف الجنسي والنشاط الجنسي من العوامل الجسدية. المواقف السلبية تجاه الإعاقة (إلى جانب العلاقات والدعم الاجتماعي) هي أكثر قدرة على التنبؤ بالنتيجة من مستوى الإصابة أو اكتمالها. هناك صور نمطية تقول إن الأشخاص المصابين بإصابة الحبل الشوكي (خصوصًا النساء) ليس لديهم اهتمام بالعلاقات الجنسية، أو أنهم غير مناسبين لها أو غير قادرين عليها. قالت ميا شاكيويتز، التي تم تسليط الضوء عليها في فتيات الدفع، وهي سلسلة واقعية عام 2012 عن أربع نساء مصابات بإصابة الحبل الشوكي: "الناس يعتقدون أننا يمكننا فقط مواعدة الأشخاص في الكراسي المتحركة، وأننا محظوظون لأننا نجد أي رجل، وأننا لا يمكننا أن نكون انتقائيين".  لا تؤثر هذه الصور النمطية فقط على صورة الأشخاص المصابين بأنفسهم، بل تكون ضارة بشكل خاص عندما يحملها المستشارون والمهنيون المشاركون في إعادة التأهيل. قد يعامل مقدمو الرعاية الذين يتأثرون بهذه المعتقدات المنقولة ثقافيًا مرضاهم كأشخاص غير جنسيين، خصوصًا إذا حدثت الإصابة في سن مبكرة ولم يكن للمريض تجارب جنسية سابقة. إن عدم الاعتراف بالقدرة الجنسية والإنجابية للأشخاص المصابين يقيد وصولهم إلى وسائل منع الحمل، والمعلومات حول الجنسية، والرعاية الطبية المتعلقة بالصحة الجنسية مثل الفحوصات النسائية السنوية. أحد المعتقدات الشائعة التي تؤثر على إعادة التأهيل الجنسي هي أن الجنس يتعلق فقط بوظيفة الأعضاء التناسلية؛ وهذا قد يتسبب في أن يقلل مقدمو الرعاية من أهمية بقية الجسم والفرد.تؤثر المواقف الثقافية تجاه الأدوار الجندرية تأثيرًا عميقًا على الأشخاص المصابين بإصابة الحبل الشوكي. قد تسبب الإصابة انعدام الأمان بشأن الهوية الجنسية، خصوصًا إذا كانت الإعاقة تحول دون الوفاء بالأدوار الجندرية التي تعلمها المجتمع.  تروج معايير الجمال النسائي من خلال وسائل الإعلام والثقافة عن المرأة المثالية باعتبارها غير معاقة: كما قالت إحدى عارضات الأزياء المصابات بإصابة الحبل الشوكي: "عندما تكون لديك إصابة مدمرة أو إعاقة، غالبًا ما لا يُنظر إليك كأنك شخص جذاب أو حسي، لأنك لا تشبه النساء في المجلات". عدم القدرة على الوفاء بهذه المعايير قد يؤدي إلى تدني تقدير الذات، حتى وإن كانت هذه المعايير غير قابلة للتحقيق بالنسبة لمعظم النساء غير المعاقات. يرتبط تدني تقدير الذات بتكيف جنسي أسوأ وجودة حياة أقل، وزيادة معدلات الوحدة والتوتر والاكتئاب.  يتأثر الرجال أيضًا بتوقعات المجتمع، مثل المفاهيم المتعلقة بالرجولة والقدرة الجنسية. قد يشعر الرجال من بعض الخلفيات التقليدية بضغط الأداء الذي يركز على القدرة على الانتصاب والجماع. الرجال الذين لديهم رغبة جنسية قوية ولكنهم غير قادرين على الأداء الجنسي قد يكونون أكثر عرضة للإصابة بالاكتئاب، خاصة عندما يعتقدون بقوة في الأدوار الجندرية التقليدية التي ترى الوظيفة الجنسية جزءًا أساسيًا من هوية الرجل. الرجال الذين يؤمنون بقوة بهذه الأدوار التقليدية قد يشعرون بأنهم غير قادرين جنسيًا، غير رجوليين، غير آمنين، وأقل رضا عن حياتهم. نظرًا لأن الخلل الجنسي له تأثير سلبي على تقدير الذات، فإن علاج ضعف الانتصاب يمكن أن يكون له فائدة نفسية حتى وإن لم يساعد في الإحساس الجسدي. قد تتطلب إصابة الحبل الشوكي إعادة تقييم ورفض الافتراضات المتعلقة بمعايير الجنس والوظيفة الجنسية من أجل التكيف بشكل صحي مع الإعاقة: أولئك الذين يستطيعون تغيير الطريقة التي يفكرون بها حول الأدوار الجندرية قد يكون لديهم رضا حياة أفضل ونتائج أفضل في إعادة التأهيل. الاستشارة مفيدة في هذه العملية لإعادة التقييم.